# Demócratas Australianos
Los Demócratas Australianos son un partido político centrista en Australia. Fundado en 1977 a partir de la fusión del Partido de Australia y el Nuevo Movimiento Liberal, ambos derivados de grupos escindidos del Partido Liberal, fue el partido menor más grande de Australia desde su formación en 1977 hasta 2004 y frecuentemente mantuvo el equilibrio de poder en el Senado durante ese tiempo.
El líder inaugural de los Demócratas fue Don Chipp, un exministro del gabinete liberal, quien prometió célebremente «mantener a los bastardos honestos». En las elecciones federales de 1977, los Demócratas obtuvieron el 11,1 por ciento de los votos para el Senado y aseguraron dos escaños. El partido mantuvo una presencia en el Senado durante los siguientes 30 años, ganando escaños en los seis estados y en su apogeo (entre 1999 y 2002) ocupando nueve de los 76 escaños, aunque nunca logró un escaño en la cámara baja. Debido a la cantidad de escaños en el Senado, tanto los gobiernos liberales como laboristas requirieron la asistencia de los Demócratas para aprobar legislación controvertida. Ideológicamente, los Demócratas generalmente se consideraban centristas, ocupando un término medio político entre el Partido Liberal y el Partido Laborista.
Durante tres décadas, los Demócratas Australianos también lograron representación en las legislaturas del ACT, Australia del Sur, Nueva Gales del Sur, Australia Occidental y Tasmania. Sin embargo, en las elecciones federales de 2004 y 2007, perdieron los siete escaños en el Senado debido a un colapso en su porcentaje de votos. Esto se atribuyó en gran parte a la decisión de la líder del partido Meg Lees de aprobar el impuesto sobre bienes y servicios del Gobierno de Howard, lo que llevó a varios años de recriminaciones populares e luchas internas que destruyeron la reputación de los Demócratas como supervisores competentes de la legislación. El último parlamentario estatal demócrata, David Winderlich, abandonó el partido y fue derrotado como independiente en las elecciones de 2010.
El partido fue desregistrado formalmente en 2016 por no contar con los 500 miembros requeridos. En 2018, los Demócratas se fusionaron con CountryMinded, un pequeño partido político agrario no registrado, y más tarde ese año, la constitución del partido fue reescrita radicalmente para establecer un gobierno «de arriba hacia abajo» y des enfatizar el principio de democracia participativa. El 7 de abril de 2019, el partido recuperó el registro con la Comisión Electoral Australiana. A fecha de 2025, la presidenta nacional del partido es la exsenadora y líder parlamentaria Lyn Allison.

## Historia

### 1977–1986: Fundación y liderazgo de Don Chipp
Los Demócratas Australianos se formaron el 9 de mayo de 1977 a partir de una amalgama del Partido de Australia y el Nuevo Movimiento Liberal. Ambos grupos encontraron una base común para un nuevo movimiento político en el descontento generalizado con los dos partidos principales. El exministro liberal Don Chipp aceptó liderar el nuevo partido.
El objetivo general del partido era lograr un equilibrio de poder en uno o más parlamentos y ejercerlo de manera responsable de acuerdo con las políticas determinadas por los miembros.
El primer parlamentario demócrata australiano fue Robin Millhouse, el único miembro del Nuevo Movimiento Liberal en la Cámara de la Asamblea de Australia del Sur, quien se unió a los Demócratas en 1977. Millhouse mantuvo su escaño (Mitcham) en las elecciones estatales de 1977 y 1979. En 1982, Millhouse renunció para asumir un cargo judicial superior, y Heather Southcott ganó las elecciones parciales para los Demócratas, pero perdió el escaño ante los liberales ese mismo año en las elecciones estatales de 1982. Mitcham fue el único escaño de cámara baja de un solo miembro en cualquier parte de Australia ganado por los Demócratas.
El primer parlamentario federal demócrata fue la senadora Janine Haines, quien en 1977 fue nominada por el Parlamento de Australia del Sur para llenar la vacante casual causada por la renuncia del senador liberal Steele Hall. Hall había sido elegido como senador del Movimiento Liberal, antes de volver al Partido Liberal en 1976, y el premier de Australia del Sur Don Dunstan nominó a Haines sobre la base de que los Demócratas eran el partido sucesor del Movimiento Liberal.
En las elecciones de 1977, los Demócratas Australianos aseguraron dos escaños en el Senado con la elección de Colin Mason (NSW) y Don Chipp (VIC), aunque Haines perdió su escaño en Australia del Sur. En las elecciones de 1980, esto aumentó a cinco escaños con la elección de Michael Macklin (QLD) y John Siddons (VIC) y el regreso de Janine Haines (SA). A partir de entonces, frecuentemente tuvieron suficientes escaños para darles el equilibrio de poder en la cámara alta.
En una conferencia de prensa en Melbourne el 19 de septiembre de 1980, en medio de la campaña electoral de las elecciones de 1980, Chipp describió el objetivo de su partido como «mantener a los bastardos honestos» —los «bastardos» siendo los partidos principales o los políticos en general. Esto se convirtió en un lema duradero para los Demócratas.

### 1986–1990: Liderazgo de Janine Haines

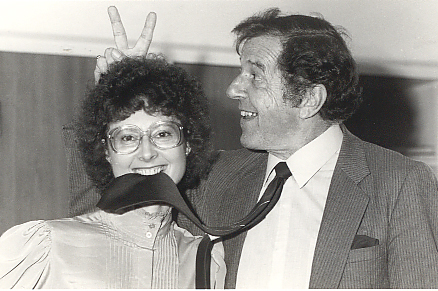
Janine Haines y Don Chipp, los primeros dos líderes de los Demócratas Australianos

Don Chipp renunció al Senado el 18 de agosto de 1986, siendo sucedido como líder del partido por Janine Haines y reemplazado como senador por Victoria por Janet Powell.
En las elecciones de 1987, tras una disolución doble, la cuota reducida del 7,7% necesaria para ganar un escaño facilitó la elección de tres nuevos senadores. Se ganaron mandatos de seis años para Paul McLean (NSW) y los titulares Janine Haines (Australia del Sur) y Janet Powell (Victoria). En Australia del Sur, un segundo senador, John Coulter, fue elegido para un mandato de tres años, al igual que el titular Michael Macklin (Queensland) y Jean Jenkins (Australia Occidental).
En 1990, Janine Haines renunció voluntariamente al Senado (un paso con el que no todos los Demócratas estuvieron de acuerdo) y no logró su objetivo estratégico de ganar el escaño de la Cámara de Representantes de Kingston. La vacante casual fue llenada por Meg Lees varios meses antes de la elección de Cheryl Kernot en lugar del líder adjunto retirado Michael Macklin. La ambiciosa Kernot inmediatamente disputó el liderazgo parlamentario nacional adjunto del partido. Estando desempleada en ese momento, solicitó y obtuvo fondos del partido para pagar sus viajes para dirigirse a los miembros en las siete divisiones. Finalmente, Janet Powell de Victoria fue elegida como líder y John Coulter fue elegido como líder adjunto.

### 1990–1993: Janet Powell y John Coulter
A pesar de la pérdida de Haines y el escaño del Senado de Australia Occidental (debido a un acuerdo nacional de preferencias inconsistente con el ALP), las elecciones federales de 1990 anunciaron algo así como un renacimiento para el partido, con un aumento dramático en el voto primario. Esto ocurrió al mismo tiempo que se estaba gestando una recesión económica, y eventos como la Guerra del Golfo en Kuwait comenzaban a llevar los temas de globalización y comercio transnacional a las agendas de los gobiernos nacionales.
| Resultados Electorales Senado – Nacional - 1977: 11,1% - 1980: 09,3% - 1983: 09,6% - 1984: 07,6% - 1987: 08,5% - 1990: 12,6% - 1993: 05,3% - 1996: 10,8% - 1998: 08,4% - 2001: 07,3% - 2004: 02,1% - 2007: 01,3% - 2010: 00,6% - 2013: 00,3% - 2016: 00,0%* - 2019: 00,2%^ - 2022: 00,4%^^ *No participó ^Solo NSW, SA y VIC ^^Solo NSW, VIC, QLD, WA y SA |

Los Demócratas Australianos tenían una política de larga data de oponerse a la guerra y, por lo tanto, se opusieron al apoyo y la participación de Australia en la Guerra del Golfo. Mientras que la Cámara de Representantes pudo evitar cualquier debate sobre la guerra y la participación de Australia, los Demócratas aprovecharon plenamente la oportunidad para mover un debate en el Senado.
Debido a la oposición pacifista del partido a la Guerra del Golfo, hubo antipatía y publicidad negativa en los medios de comunicación que algunos interpretaron como un pobre desempeño mediático de Janet Powell, con el apoyo del partido estancado en alrededor del 10%. Antes de que pasaran 12 meses de su liderazgo, las divisiones de Australia del Sur y Queensland circulaban la primera petición del partido para criticar y destituir al líder parlamentario. Los motivos explícitos se relacionaban con la supuesta responsabilidad de Powell por las bajas calificaciones de los Demócratas en las encuestas de Gallup y otros medios sobre el apoyo electoral potencial. Cuando esta acusación se consideró insuficiente, los oficiales y senadores interesados la reforzaron con filtraciones negativas a los medios sobre su relación abiertamente establecida con Sid Spindler y la exposición de fallos administrativos que resultaron en horas extras excesivas para un miembro del personal. Con la bendición del Ejecutivo Nacional, la sala del partido anticipó la votación reemplazando al líder con el diputado John Coulter. En el proceso, se generaron severas divisiones internas. Una víctima colateral importante fue el látigo del partido Paul McLean, quien renunció y abandonó el Senado disgustado por lo que percibió como luchas internas entre amigos cercanos. La vacante casual de NSW creada por su renuncia fue llenada por Karin Sowada. Powell dejó debidamente el partido, junto con muchas figuras destacadas de la rama de Victoria del partido, y se presentó sin éxito como candidata independiente cuando terminó su mandato. En años posteriores, hizo campaña por los Verdes Australianos.

### 1993–1997: Cheryl Kernot
La influencia parlamentaria del partido se debilitó en 1996 después de que el Gobierno de Howard fuera elegido, y un senador laborista, Mal Colston, renunció al Partido Laborista. Dado que los Demócratas ahora compartían el equilibrio de poder parlamentario con dos senadores independientes, el gobierno de la Coalición pudo ocasionalmente aprobar legislación negociando con Colston y Brian Harradine.
En octubre de 1997, la líder del partido Cheryl Kernot renunció, anunciando que se uniría al Partido Laborista Australiano. (Cinco años después se reveló que había tenido una relación sexual con el líder adjunto laborista Gareth Evans). Kernot renunció al Senado y fue reemplazada por Andrew Bartlett, mientras que la líder adjunta Meg Lees se convirtió en la nueva líder del partido.

### 1997–2004: Meg Lees, Natasha Stott Despoja y Andrew Bartlett
Bajo el liderazgo de Lees, en las elecciones federales de 1998, el candidato de los Demócratas John Schumann estuvo a 2 por ciento de tomar el escaño del Ministro de Relaciones Exteriores liberal Alexander Downer en Mayo en las colinas de Adelaida bajo el sistema de voto preferencial de Australia. La representación del partido aumentó a nueve senadores, y recuperaron el equilibrio de poder, manteniéndolo hasta que la Coalición obtuvo la mayoría en el Senado en las elecciones de 2004.
Los conflictos internos y las tensiones de liderazgo de 2000 a 2002, atribuidos al apoyo del partido al Impuesto sobre Bienes y Servicios del gobierno, fueron perjudiciales para los Demócratas. Opuesto por el Partido Laborista, los Verdes Australianos y el senador independiente Harradine, el impuesto requirió el apoyo de los Demócratas para aprobarse. En una elección centrada en los impuestos, los Demócratas declararon públicamente que no les gustaba ni el paquete fiscal de los liberales ni el de los laboristas, pero se comprometieron a trabajar con el partido que fuera elegido para mejorar el suyo. Hicieron campaña con el lema «No al Impuesto sobre Bienes y Servicios en Alimentos».
En 1999, tras negociaciones con el primer ministro Howard, Meg Lees, Andrew Murray y los senadores de la sala del partido acordaron apoyar la legislación de Un Nuevo Sistema Tributario con exenciones del impuesto sobre bienes y servicios para la mayoría de los alimentos y algunos medicamentos, así como muchas concesiones ambientales y sociales. Cinco senadores demócratas australianos votaron a favor. Sin embargo, dos senadores disidentes de la izquierda del partido, Natasha Stott Despoja y Andrew Bartlett, votaron en contra del GST.
La decisión de aprobar el GST fue rechazada por la mayoría de los miembros de los Demócratas, y en 2001 una derrame de liderazgo vio a Lees reemplazada como líder por Stott Despoja tras una batalla de liderazgo muy pública y amarga. A pesar de las críticas sobre la juventud y la falta de experiencia de Stott Despoja, las elecciones de 2001 vieron a los Demócratas recibir una cobertura mediática similar a la de las elecciones anteriores. A pesar de las divisiones internas, el resultado electoral de los Demócratas Australianos en 2001 fue bastante bueno. Sin embargo, no fue suficiente para evitar la pérdida del escaño de la senadora Vicki Bourne en NSW.
Las elecciones de Australia del Sur de 2002 fueron la última vez que un Demócrata Australiano fue elegido para un parlamento australiano. Sandra Kanck fue reelegida para un segundo mandato de ocho años desde un voto primario de la cámara alta del 7,3 por ciento.
Las tensiones resultantes entre Stott Despoja y Lees llevaron a Meg Lees a abandonar el partido en 2002, convirtiéndose en independiente y formando la Alianza Progresista Australiana. Stott Despoja renunció al liderazgo tras una pérdida de confianza por parte de sus colegas de la sala del partido. Esto llevó a una batalla de liderazgo prolongada en 2002, que eventualmente llevó a la elección del senador Andrew Bartlett como líder. Aunque las peleas públicas cesaron, el apoyo público al partido se mantuvo en mínimos históricos.
El 6 de diciembre de 2003, Bartlett se retiró temporalmente como líder del partido, tras un incidente en el que insultó a la senadora liberal Jeannie Ferris en el pleno del Parlamento mientras estaba intoxicado. El partido emitió un comunicado declarando que la líder adjunta Lyn Allison actuaría como líder interina del partido. Bartlett se disculpó con los Demócratas, Jeannie Ferris y el público australiano por su comportamiento y aseguró a todos los interesados que no volvería a ocurrir. El 29 de enero de 2004, tras buscar tratamiento médico, Bartlett regresó al liderazgo de los Demócratas Australianos, prometiendo abstenerse de consumir alcohol.

### Declive
Tras el conflicto interno sobre el impuesto sobre bienes y servicios y los cambios de liderazgo resultantes, ocurrió un declive dramático en la membresía de los Demócratas y el apoyo electoral en todos los estados. Simultáneamente, se registró un aumento en el apoyo a los Verdes Australianos quienes, para 2004, estaban suplantando a los Demócratas como un tercer partido sustancial. La tendencia fue notada ese año por los politólogos Dean Jaensch et al.
El apoyo a los Demócratas Australianos cayó significativamente en las elecciones federales de 2004 en las que lograron solo el 2,4 por ciento del voto nacional. En ningún lugar fue esto más notable que en su base clave de apoyo en los suburbios de Adelaida en Australia del Sur, donde recibieron entre el 1 y el 4 por ciento del voto de la cámara baja; en comparación, obtuvieron entre el 7 y el 31 por ciento del voto en 2001. No se eligió ningún senador demócrata, aunque cuatro mantuvieron sus escaños debido a que fueron elegidos en 2001, por lo que su representación cayó de ocho senadores a cuatro. Tres senadores titulares fueron derrotados: Aden Ridgeway (NSW), Brian Greig (WA) y John Cherry (QLD). Tras la pérdida, la votación de liderazgo posterior a las elecciones instaló a Allison como líder, con Bartlett como su adjunto. Desde el 1 de julio de 2005, los Demócratas Australianos perdieron el estatus oficial de partido parlamentario, estando representados por solo cuatro senadores mientras que la Coalición Liberal-Nacional gobernante obtuvo una mayoría y un control potencial del Senado —la primera vez que un gobierno disfrutó de esta ventaja desde 1980.
El 28 de agosto de 2006, el fundador de los Demócratas Australianos, Don Chipp, murió. El ex primer ministro Bob Hawke dijo: «... hay una coincidencia temporal casi entre el fallecimiento de Don Chipp y lo que creo que son los estertores de muerte de los Demócratas.» En noviembre de 2006, los Demócratas Australianos tuvieron un desempeño muy pobre en las elecciones estatales de Victoria, recibiendo un conteo de votos del Consejo Legislativo de solo el 0,83%, menos de la mitad del resultado del partido en 2002 (1,79 por ciento).
Los Demócratas no tuvieron éxito en las elecciones federales de 2007, y perdieron los cuatro escaños restantes en el Senado. Dos senadores titulares, Lyn Allison (Victoria) y Andrew Bartlett (Queensland), fueron derrotados, y sus escaños volvieron a los partidos principales. Sus dos colegas restantes, Andrew Murray (WA) y Natasha Stott Despoja (SA), se retiraron. Los cuatro mandatos de los senadores expiraron el 30 de junio de 2008 —dejando a los Demócratas Australianos sin representación federal por primera vez desde su fundación en 1977. Más tarde, en 2009, Jaensch sugirió que era posible que los Demócratas hicieran un regreso político en las elecciones de Australia del Sur de 2010, pero esto no ocurrió.

#### Pérdidas estatales y territoriales
La división de Tasmania del partido fue desregistrada por tener insuficientes miembros en enero de 2006.
En las elecciones de Australia del Sur de 2006, los Demócratas Australianos se redujeron al 1,7 por ciento del voto del Consejo Legislativo (cámara alta). Su única concejala en reelección, Kate Reynolds, fue derrotada. En julio de 2006, Richard Pascoe, presidente nacional y de Australia del Sur, renunció, citando encuestas de opinión en declive y el pobre resultado en las elecciones de Australia del Sur de 2006, así como los comentarios de la líder parlamentaria de Australia del Sur Sandra Kanck sobre la droga MDMA, que él vio como perjudiciales para el partido.
En las elecciones estatales de Nueva Gales del Sur de marzo de 2007, los Demócratas Australianos perdieron su último representante en la Cámara Alta de NSW, Arthur Chesterfield-Evans. El partido tuvo un desempeño pobre, obteniendo solo el 1,8 por ciento del voto del Consejo Legislativo.
El 13 de septiembre de 2007, los Demócratas del ACT (División del Territorio de la Capital Australiana del partido) fueron desregistrados por el Comisionado Electoral del ACT, al no poder demostrar una membresía mínima de 100 electores.
Estas pérdidas dejaron a Sandra Kanck, en Australia del Sur, como la única parlamentaria del partido. Se retiró en 2009 y fue reemplazada por David Winderlich, convirtiéndose en el último Demócrata en sentarse en cualquier parlamento australiano (hasta 2020). Los Demócratas perdieron toda representación cuando Winderlich renunció al partido en octubre de 2009. Él cumplió el resto de su mandato como independiente y perdió su escaño en las elecciones de Australia del Sur de 2010.

#### Declive post-parlamentario
Tras la pérdida de todos los parlamentarios demócratas en los parlamentos federal y estatal, el partido continuó siendo dividido por el faccionalismo. En 2009 surgió una disputa entre dos facciones, los «Centristas Cristianos» leales a la exlíder Meg Lees, y una facción compuesta por los miembros más progresistas del partido. La disputa surgió cuando el ejecutivo nacional controlado por los Centristas Cristianos eliminó un sitio web para los miembros del partido de internet, declarando que su operación violaba la constitución del partido. En respuesta, la facción progresista acusó al ejecutivo nacional de ser antidemocrático y de actuar en contra de la propia constitución del partido. Para 2012, esta disputa había sido superada por otra entre los miembros leales al exsenador Brian Greig y los miembros que apoyaban a la exparlamentaria de Australia del Sur Sandra Kanck. Brian Greig fue elegido presidente del partido, pero renunció después de menos de un mes debido a la frustración con el faccionalismo del partido.

#### Desregistro
El 16 de abril de 2015, la Comisión Electoral Australiana desregistró a los Demócratas Australianos como partido político por no demostrar los 500 miembros requeridos para mantener el registro. Sin embargo, el partido continuó presentando candidatos y permaneció registrado por un período de tiempo después en las divisiones de los Demócratas de Nueva Gales del Sur y los Demócratas de Queensland.

### Registro renovado (desde 2019)
En noviembre de 2018, hubo un informe de que CountryMinded, un micropartido desregistrado, se fusionaría con los Demócratas Australianos en un nuevo intento de buscar crecimiento de membresía, re-registro electoral y apoyo financiero. En febrero de 2019, se presentó una solicitud de registro a la AEC y fue aprobada el 7 de abril de 2019, a pesar de una objeción de los Demócratas Australianos (División de Queensland).
El partido compitió sin éxito por el escaño de la cámara baja de Adelaida y un total de seis escaños en el Senado (dos en cada estado de Nueva Gales del Sur, Victoria y Australia del Sur) en las elecciones federales de 2019. En las elecciones federales de 2022, un escaño de la cámara baja (Eden-Monaro) y tres escaños en el Senado fueron disputados sin éxito, obteniendo menos del 0,7% de los votos de primera preferencia.
El partido obtuvo menos del 1,4% de los votos de primera preferencia en las elecciones parciales de Dunkley de 2024.

## Resumen
El partido fue fundado sobre principios de honestidad, tolerancia, compasión y democracia directa a través de votaciones por correo de todos los miembros, de modo que «no debería haber una estructura jerárquica ... por la cual una élite cuidadosamente diseñada pudiera tomar decisiones por los miembros.»: p187  Desde el principio, la participación de los miembros fue ferozmente protegida en las constituciones nacionales y divisionales que prescribían elecciones internas, protocolos de reuniones regulares, conferencias anuales y revistas mensuales para discusiones abiertas y votaciones. Se establecieron procedimientos de resolución de disputas, con recurso final a un defensor del pueblo del partido y una votación de los miembros.
Las políticas determinadas por el método participativo único promovían la conciencia ambiental y la sostenibilidad, la oposición a la primacía del racionalismo económico (neoliberalismo australiano), enfoques preventivos para la salud y el bienestar humano, los derechos de los animales, el rechazo de la tecnología y las armas nucleares.
Los Demócratas Australianos fueron los primeros representantes de la política verde a nivel federal en Australia. «Estaban en la vanguardia del ecologismo en Australia. Desde principios de los años 80 se opusieron inequívocamente a la construcción de la presa Franklin en Tasmania y se opusieron a la minería y exportación de uranio y al desarrollo de plantas de energía nuclear en Australia.» En particular, el líder Don Chipp y el demócrata estatal de Tasmania Norm Sanders desempeñaron roles legislativos cruciales para prevenir la construcción de la presa del río Franklin.
El rol centrista del partido lo hizo sujeto a críticas tanto de la derecha como de la izquierda del espectro político. En particular, la antigua afiliación conservadora de Chipp fue frecuentemente recordada por los oponentes de la izquierda. Este problema atormentaría a líderes y estrategas posteriores que, para 1991, proclamaban «el objetivo electoral» como una prioridad más alta que la rigurosa democracia participativa defendida por los fundadores del partido.
Debido a su número en los escaños cruzados durante los gobiernos Hawke y Keating, los Demócratas a veces fueron considerados como poseedores de un equilibrio de poder —lo que atrajo el apoyo electoral de un sector significativo del electorado que había sido alienado por las políticas y prácticas tanto del Laborismo como de la Coalición.

## Resultados electorales
| Senado        |                    |                 |                      |                      |     |                                |
| Año electoral | # de votos totales | % de voto total | # de escaños ganados | # de escaños totales | +/– | Notas                          |
| 1977          | 823,550            | 11.13 (#3)      | 2/34                 | 2/64                 | 2   |                                |
| 1980          | 711,805            | 9.25 (#3)       | 3/34                 | 5/64                 | 2   | Equilibrio de poder compartido |
| 1983 (D-D)    | 764,911            | 9.57 (#3)       | 5/64                 | 5/64                 | 0   | Equilibrio de poder compartido |
| 1984          | 677,970            | 7.62 (#3)       | 5/46                 | 7/76                 | 2   | Equilibrio único de poder      |
| 1987 (D-D)    | 794,107            | 8.47 (#3)       | 7/76                 | 7/76                 | 0   | Equilibrio único de poder      |
| 1990          | 1,253,807          | 12.63 (#3)      | 5/40                 | 8/76                 | 1   | Equilibrio único de poder      |
| 1993          | 566,944            | 5.31 (#3)       | 2/40                 | 7/76                 | 1   | Equilibrio de poder compartido |
| 1996          | 1,179,357          | 10.82 (#3)      | 5/40                 | 7/76                 | 0   | Equilibrio de poder compartido |
| 1998          | 947,940            | 8.45 (#4)       | 4/40                 | 9/76                 | 2   | Equilibrio único de poder      |
| 2001          | 843,130            | 7.25 (#3)       | 4/40                 | 8/76                 | 1   | Equilibrio de poder compartido |
| 2004          | 250,373            | 2.09 (#4)       | 0/40                 | 4/76                 | 4   |                                |
| 2007          | 162,975            | 1.29 (#5)       | 0/40                 | 0/76                 | 4   |                                |
| 2010          | 80,645             | 0.63 (#10)      | 0/40                 | 0/76                 | 0   |                                |
| 2013          | 33,907             | 0.25 (#23)      | 0/40                 | 0/76                 | 0   |                                |
| 2016 (D-D)    | 0                  | N/A             | 0/76                 | 0/76                 | 0   | No participó                   |
| 2019          | 24,992             | 0.17 (#32)      | 0/40                 | 0/76                 | 0   |                                |
| 2022          | 49,489             | 0.44 (#17)      | 0/40                 | 0/76                 | 0   |                                |
| 2025          | 37,734             | 0.24 (#25)      | 0/40                 | 0/76                 | 0   |                                |

## Líderes
| # | Líder                 | Estado | Inicio                 | Fin                    | Tiempo en el cargo | Elección(es)           |
| - | --------------------- | ------ | ---------------------- | ---------------------- | ------------------ | ---------------------- |
| 1 | Don Chipp             | VIC    | 9 de mayo de 1977      | 18 de agosto de 1986   | 9 años, 101 días   | 1977, 1980, 1983, 1984 |
| 2 | Janine Haines         | SA     | 18 de agosto de 1986   | 24 de marzo de 1990    | 3 años, 218 días   | 1987, 1990             |
| – | Michael Macklin       | QLD    | 24 de marzo de 1990    | 30 de junio de 1990    | 0 años, 98 días    | ninguna                |
| 3 | Janet Powell          | VIC    | 1 de julio de 1990     | 19 de agosto de 1991   | 1 año, 49 días     | ninguna                |
| 4 | John Coulter          | SA     | 19 de agosto de 1991   | 29 de abril de 1993    | 1 año, 209 días    | 1993                   |
| 5 | Cheryl Kernot         | QLD    | 29 de abril de 1993    | 15 de octubre de 1997  | 4 años, 169 días   | 1996                   |
| 6 | Meg Lees              | SA     | 15 de octubre de 1997  | 6 de abril de 2001     | 3 años, 173 días   | 1998                   |
| 7 | Natasha Stott Despoja | SA     | 6 de abril de 2001     | 21 de agosto de 2002   | 1 año, 137 días    | 2001                   |
| – | Brian Greig           | WA     | 23 de agosto de 2002   | 5 de octubre de 2002   | 0 años, 43 días    | ninguna                |
| 8 | Andrew Bartlett       | QLD    | 5 de octubre de 2002   | 3 de noviembre de 2004 | 2 años, 29 días    | 2004                   |
| 9 | Lyn Allison           | VIC    | 3 de noviembre de 2004 | 30 de junio de 2008    | 3 años, 240 días   | 2007                   |